# Yoyogi National Gymnasium
Lo Yoyogi National Gymnasium (国立代々木競技場?, Kokuritsu Yoyogi Kyōgi-jō) è un impianto sportivo polivalente situato nel quartiere Shibuya di Tokyo.

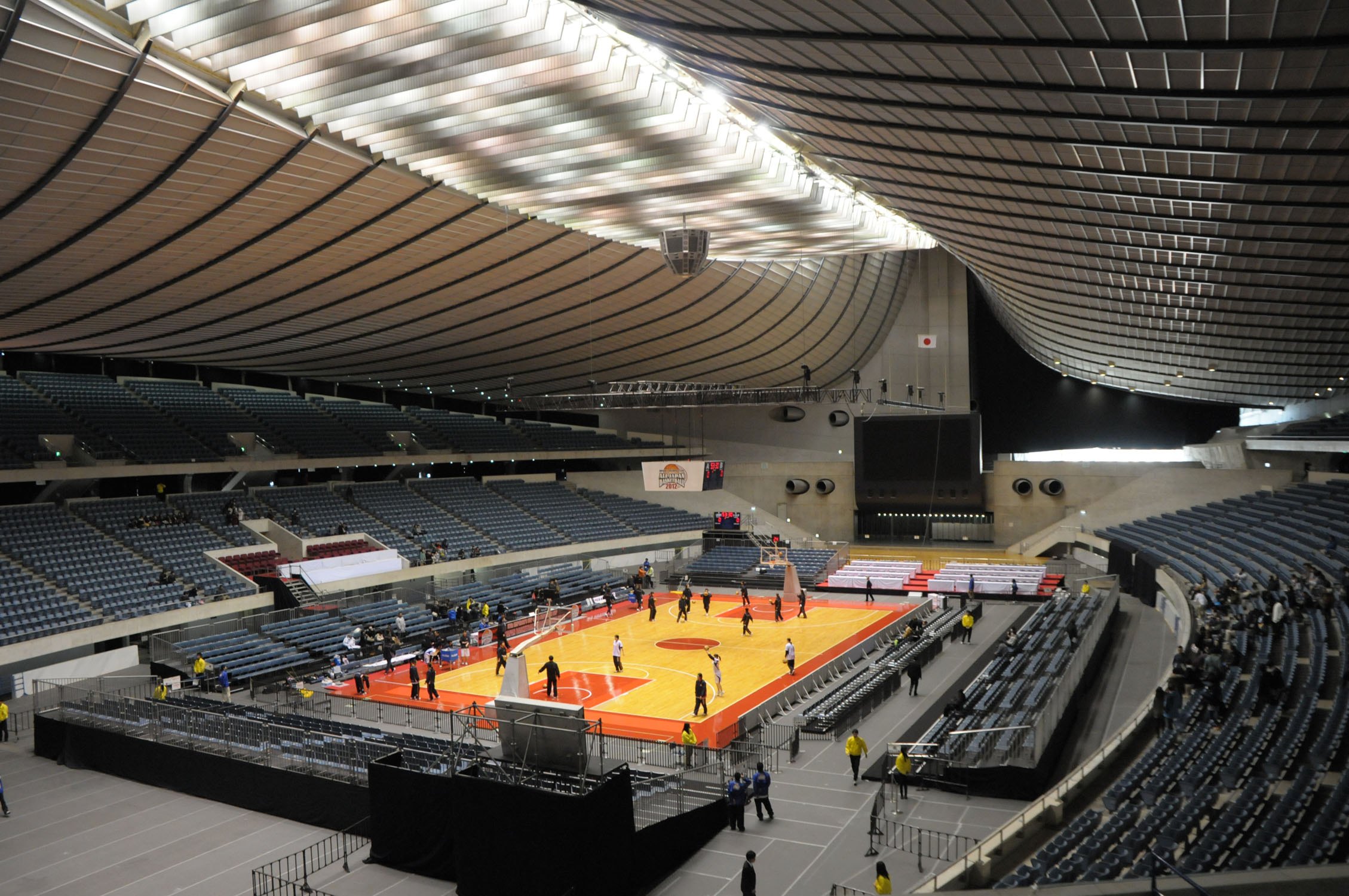
L'interno dell'impianto

## Storia
È un impianto polivalente, costruito negli anni sessanta del XX secolo per ospitare le competizioni di nuoto, tuffi e pallacanestro dei Giochi olimpici di Tokyo 1964.
In seguito è stato destinato ad ospitare le partite di pallavolo, pallacanestro, e alcuni incontri di arti marziali. Nel corso degli anni è stato anche sede di molti concerti di artisti famosi, come la nota idol giapponese Ayumi Hamasaki che ha organizzato qui gran parte dei suoi concerti nella capitale.
Nel 2006 e nel 2010 vi si sono svolti gli MTV Video Music Awards Japan.
Nel 2009 si è qui tenuto il Sengoku 7, un evento promozionale di arti marziali miste.
Ha ospitato i Campionati mondiali di judo 2010.
Durante le Olimpiadi del 2020 ha ospitato le gare di pallamano